# Raionul Congaz
Raionul Congaz (în rusă Кангазский район) a fost o unitate teritorial-administrativă din RSS Moldovenească, care a existat de la 11 noiembrie 1940 până la 9 ianuarie 1956.

## Istorie
La fel ca majoritatea raioanelor RSS Moldovenești, raionul Congaz a fost înființat pe 11 noiembrie 1940, iar centru raional a fost desemnat satul Congaz.
Până la 16 octombrie 1949 raionul a fost în componența ținutului Cahul, iar după abolirea divizării pe ținuturi a intrat în subordonare republicană. 
Din 31 ianuarie 1952 până în 15 iunie 1953, raionul a intrat în componența districtului Cahul, după abolirea districtelor din RSSM a redevenit din nou în subordonare republicană.
La 9 ianuarie 1956 raionul Congaz, împreună cu un număr de alte raioane a fost eliminat, ulterior teritoriul său a fost împărțit între raioanele: Ceadîr-Lunga și Taraclia.

## Divizare administrativă
Ca stare la 1 ianuarie 1955, raionul Congaz includea 9 consilii sătești: Albota de Jos, Baurci, Beșalma, Borceag, Chioselia Mare, Congaz, Corten, Svetlîi și Taraclia de Salcie.